# موزه بزرگ مصر

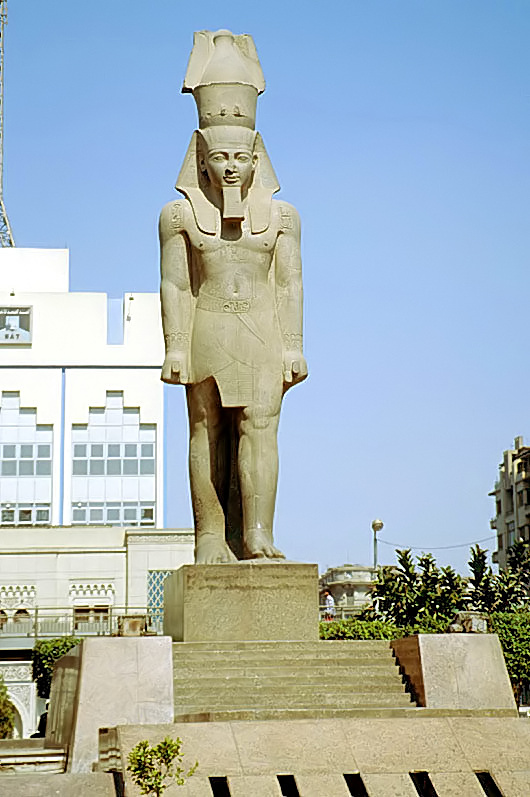
مجسمه رامسس به موزه بزرگ منتقل شده‌است

موزه بزرگ مصر (عربی: المتحف المصري الكبير) در فاصله چند کیلومتری غرب قاهره در نزدیکی اهرام جیزهواقع شده‌است. این ساختمان بزرگ‌ترین موزه آثار تاریخی جهان است که سالانه ۵ میلیون بازدیدکننده دارد. علاوه بر ساختمان‌های تجاری و سرگرمی، مرکز بازسازی و باغ موزه با درختانی که درمصر باستان معروف و شناخته شده بودند وجود دارد. مصر برای احداث این پروژه، مبلغی حدود ۶۵۰ میلیون دلار هزینه کرده‌است.
این مبلغ به بیش از یک میلیارد دلار افزایش یافت و بخش اعظم سرمایه لازم برای این کار ازٰ ژاپن تأمین شده‌است.
این جدیدترین پروژه بزرگی است که از حمایت عبدالفتاح سیسی رئیس‌جمهوری مصر برخوردار است؛ مقامی که سرمایه‌گذاری کلان در زیرساخت‌ها را زمینه احیای اقتصادی می‌داند که طی دهه‌ها رکود و در پی انقلاب سال ۲۰۱۱ این کشور، تضعیف شده‌است.

## تشریح موزه
این موزه متشکل از یک سری سرسرای بتونی بلند است که در نهایت ۵۰ هزار اثر هنری شامل ماسک معروف «توتن خامون» از فراعنه مصر مشهور به «کینگ توت» و دیگر گنجینه‌های این کشور در آن به نمایش گذاشته می‌شود. این موزه همچنین یک فضای کنفرانس، یک سینما، ۲۸ فروشگاه، ۱۰ رستوران و یک بوتیک هتل را در خود جای می‌دهد.
پنجره‌های بزرگ موزه به روی اهرام پنج هزار ساله مصر گشوده می‌شود و یک کشتی ساخته شده از چوب و مجسمه‌ای بلند از رامسس دوم از فراعنه مصر در آن به نمایش در می‌آید.
شرکت چند ملیتی ساخت و ساز مصر موسوم به «اوراسکام» در حال ساخت این موزه است و دولت ژاپن در دو نوبت یکی در سال ۲۰۰۶ مبلغ ۳۲۰ میلیون دلار و دیگری در سال ۲۰۱۶ مبلغ ۴۵۰ میلیون دلار را به عنوان وام برای این پروژه در اختیار قاهره قرار داد. به نظر می‌رسد بخش زیادی از بودجه لازم از سوی ارتش یا شرکت‌های وابسته به نظامیان تأمین خواهد شد.

## مراحل ساخت

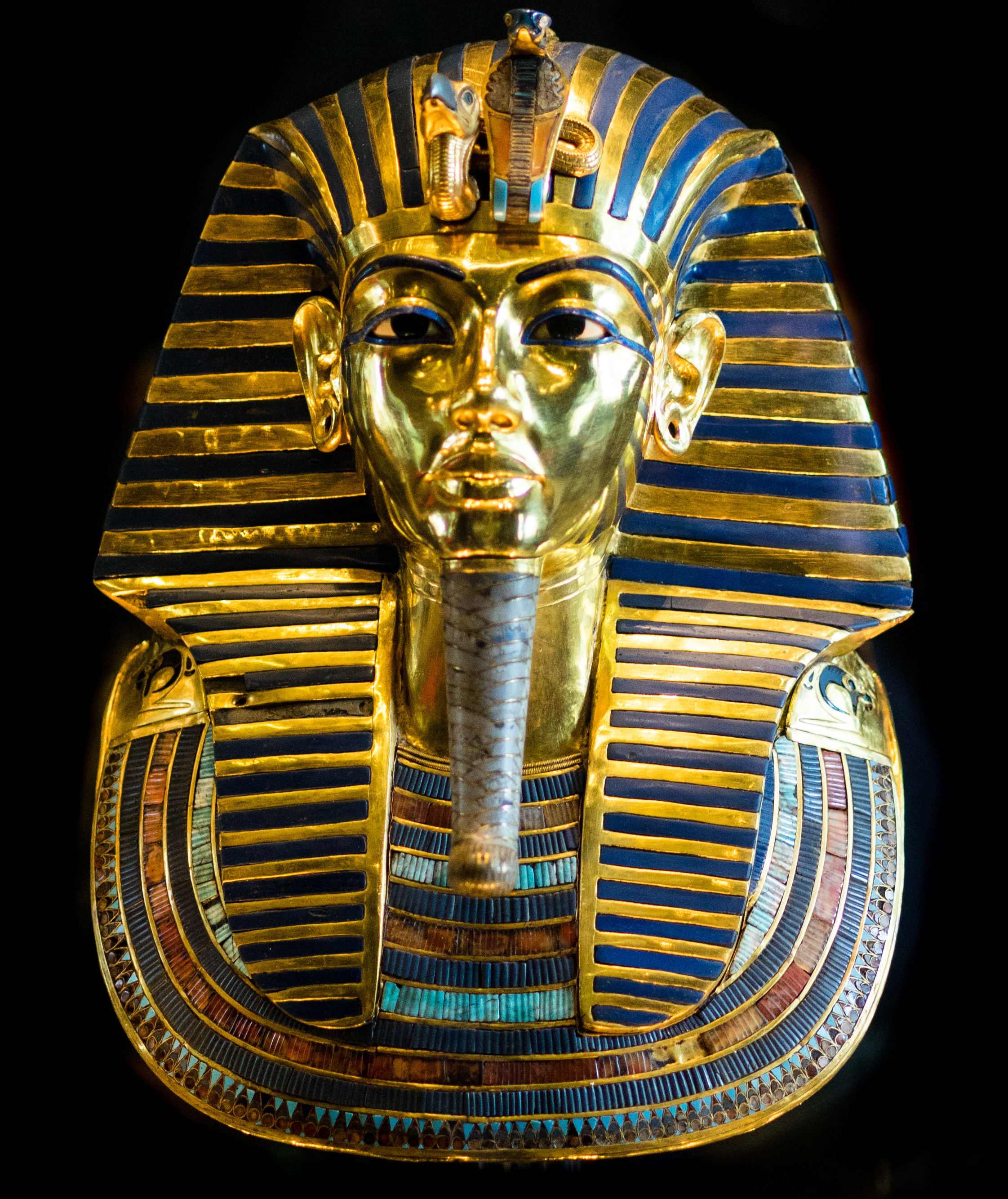
ماسک مرگ توتانکانامون

موقعیت موزه در نزدیکی اهرام جیزه انتخاب شده و در منطقه ای به وسعت ۱۱۷ هکتار با هزینه ۶۵۰ میلیون دلار ساخته شده‌است. این پروژه در سه مرحله اصلی ساخته شد و انتظار می‌رود تا سال ۲۰۲۲ تکمیل شود.

### مرحله اول
این مرحله شامل طرح‌ها، نقشه‌های فنی، مهندسی و ساخت و ساز و هزینه‌های دقیق پروژه می‌باشد. پایه و اساس این پروژه از محمد حسنی مبارک در فوریه سال ۲۰۰۲ می‌باشد که در یک کنفرانس مطبوعاتی آنرا اعلام نمود.

### مرحله دوم
کار ساختن در ماه مه ۲۰۰۵ به موازات تکمیل کارهای مرحله اول آغاز شد که شامل کار طراحی بود. مرحله دوم شامل احداث مرکز ترمیم آثار باستانی، نیروگاه‌های برق، ایستگاه آتش‌نشانی، ساختمان امنیتی و انبارهای آثار باستانی بود. این مرحله هزینه ای حدود ۲۴میلیون پوند، معادل ۴۳ میلیون دلار به خود اختصاص داد که تماماً از صندوق بودجه درآمدهای شورای عالی آثار باستانی تأمین شد.

#### انتقال مجسمه رامسس دوم
در ۲۵ اوت ۲۰۰۶، مجسمه رامسس دوم که وزن آن ۸۳ تن است از محل باستانی خود در میدان رامسس در قاهره منتقل شد تا در محل جدید خود در ورودی موزه بزرگ مصر قرار گیرد.

### مرحله سوم
موزه مصر شامل گالری‌های موزه، موزه محققان، مرکز کنفرانس و سینما، کتابخانه‌های قدیمی و تاریخی و موزه کودکان است. در این مرحله ساخت این بناها آغازشد.

#### انتقال اثرهای موجود در الاقصر
در ماه مارس ۲۰۱۶، آمادگی برای انتقال ۷۷۸ قطعه از موزه الاقصر به موزه بزرگ مصر درمیان تدابیر شدید امنیتی به پایان رسید. از جمله یک مجسمه بزرگ خدای هورس از گرانیت صورتی به وزن ۴ تن که در پله‌های بزرگی در موزه به همراه قطعاتی دیگر از سفال و مجموعه ای از تابوت باید قرار داده می‌شد.

#### انتقال آثار موزه مصری در التحریر
در تاریخ ۸ سپتامبر سال ۲۰۱۶، ۵۲۵ آثار باستانی از موزه مصری التحریر به موزه بزرگ مصر منتقل شد. در میان اقلام منتقل شده، ۳۶۷ تکه دارایی پادشاه توت عنخ أمون بود که تا پایان سال ۲۰۱۷ به موزه بزرگ انتقال یافت.

### دستورالعمل‌ها
تمام دستورالعمل‌ها در موزه به سه زبان فارسی، عربی، انگلیسی و هیروگلیف قرار داده می‌شود.

## کارکنان
بیش از ۴۰۰ نفر، از جمله معماران و کارگران، در موزه بزرگ کار می‌کنند . انتظار می‌رود این رقم تا پایان پروژه افزایش یابد.

## مدیران موزه
موزه تحت نظارت بخش موزه شورای عالی آثار باستانی وزارت معادن مصر است
و مدیر اجرایی / مدیر کل آن عبارتند از:
- شادیا قیناوی، «رئیس کمیته نظارت بر پروژه».[۱۴]
- طارق توفیق، «سرپرست کلی پروژه».[۱۵]
- حسین عبدال بصیر، «سرپرست عمومی پروژه».[۱۶]

## نگارخانه

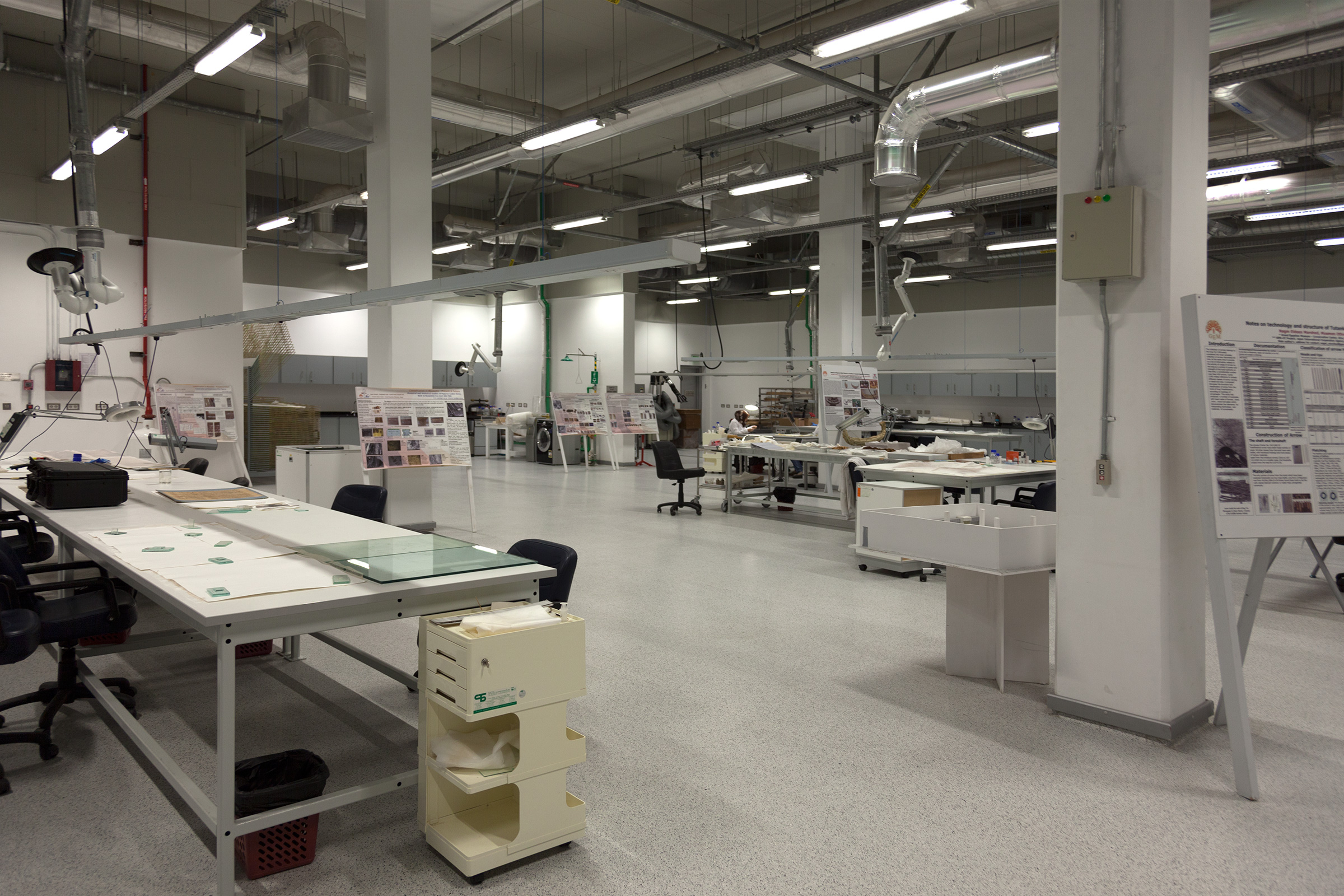
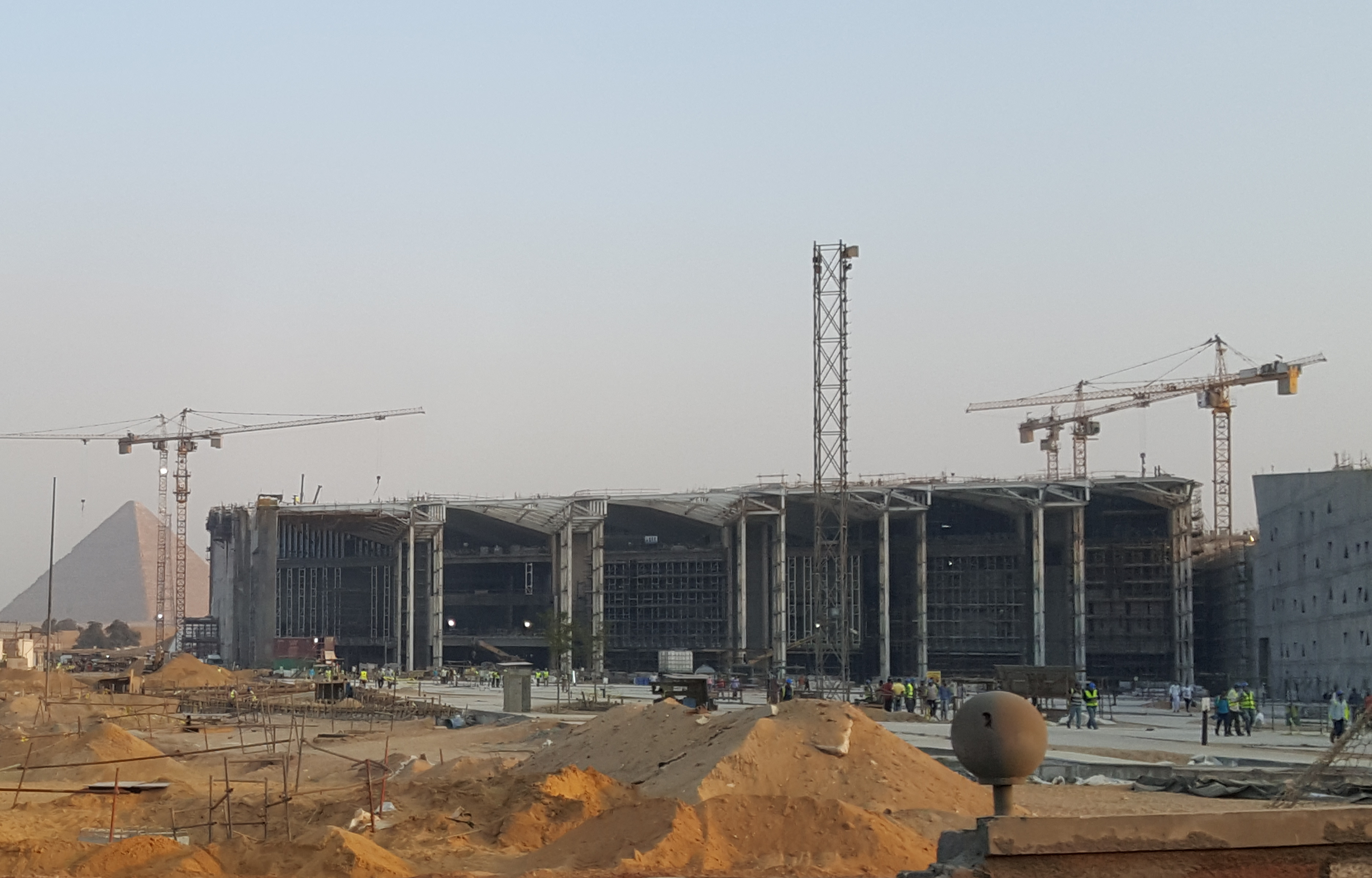
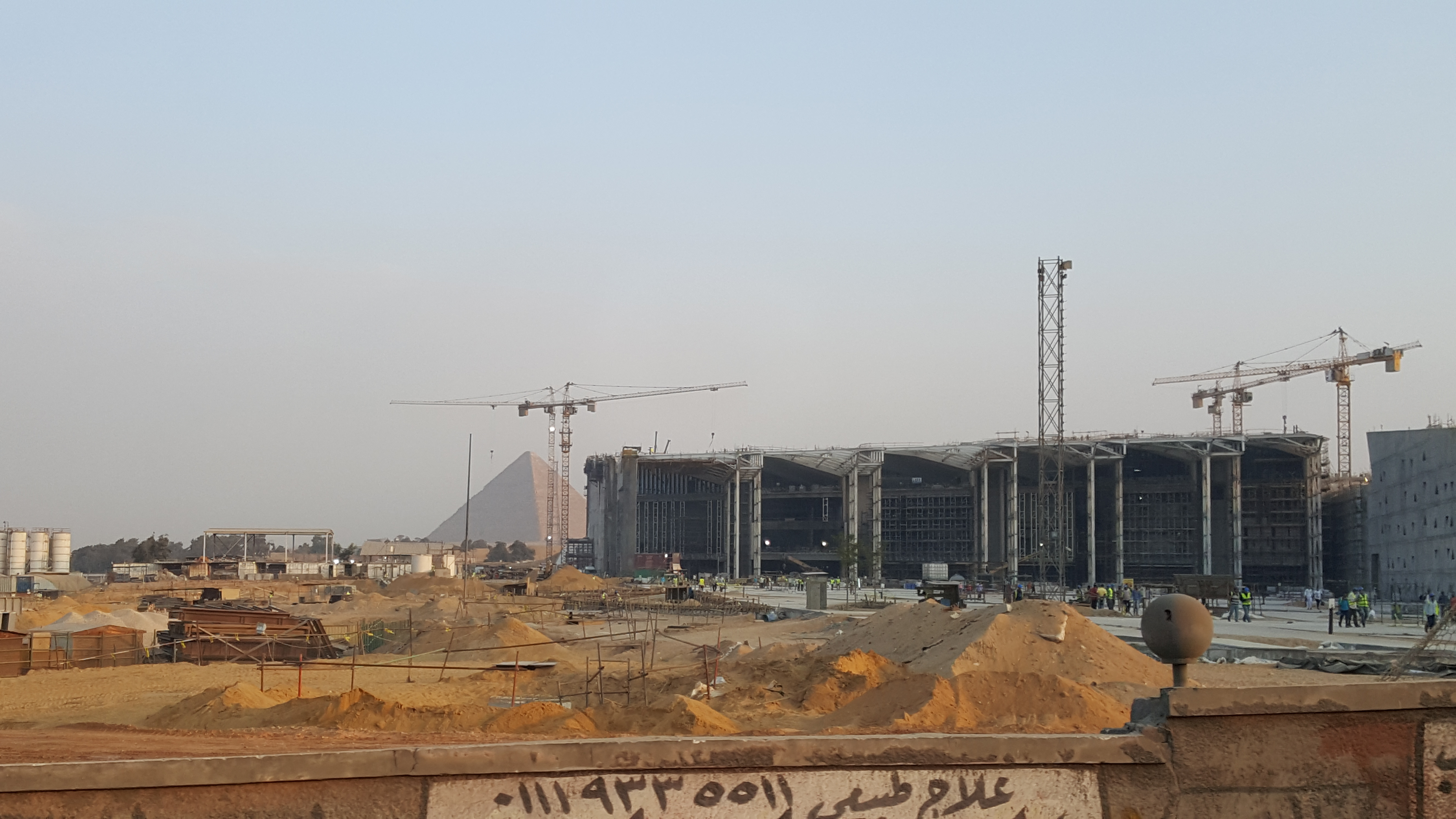
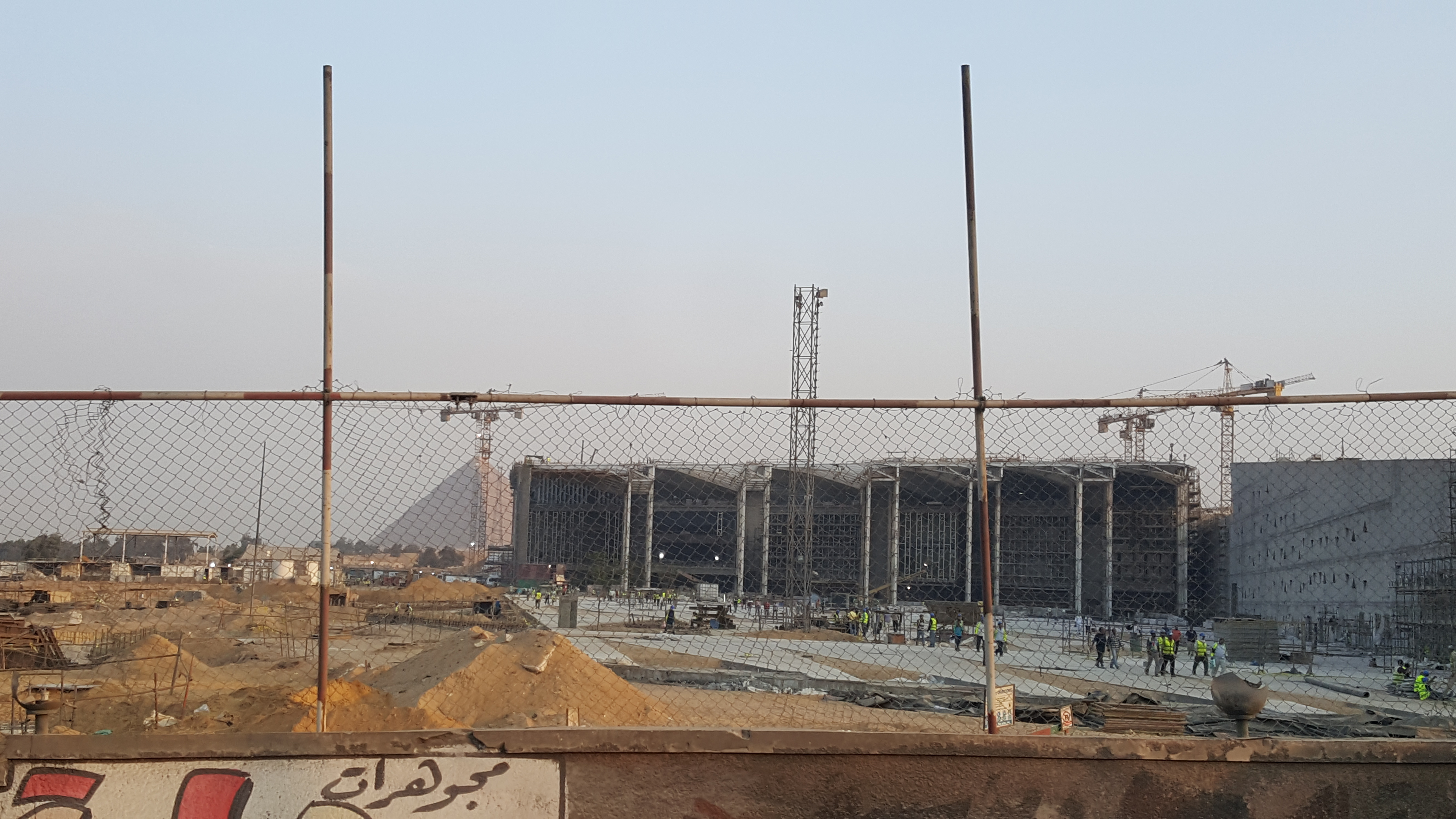
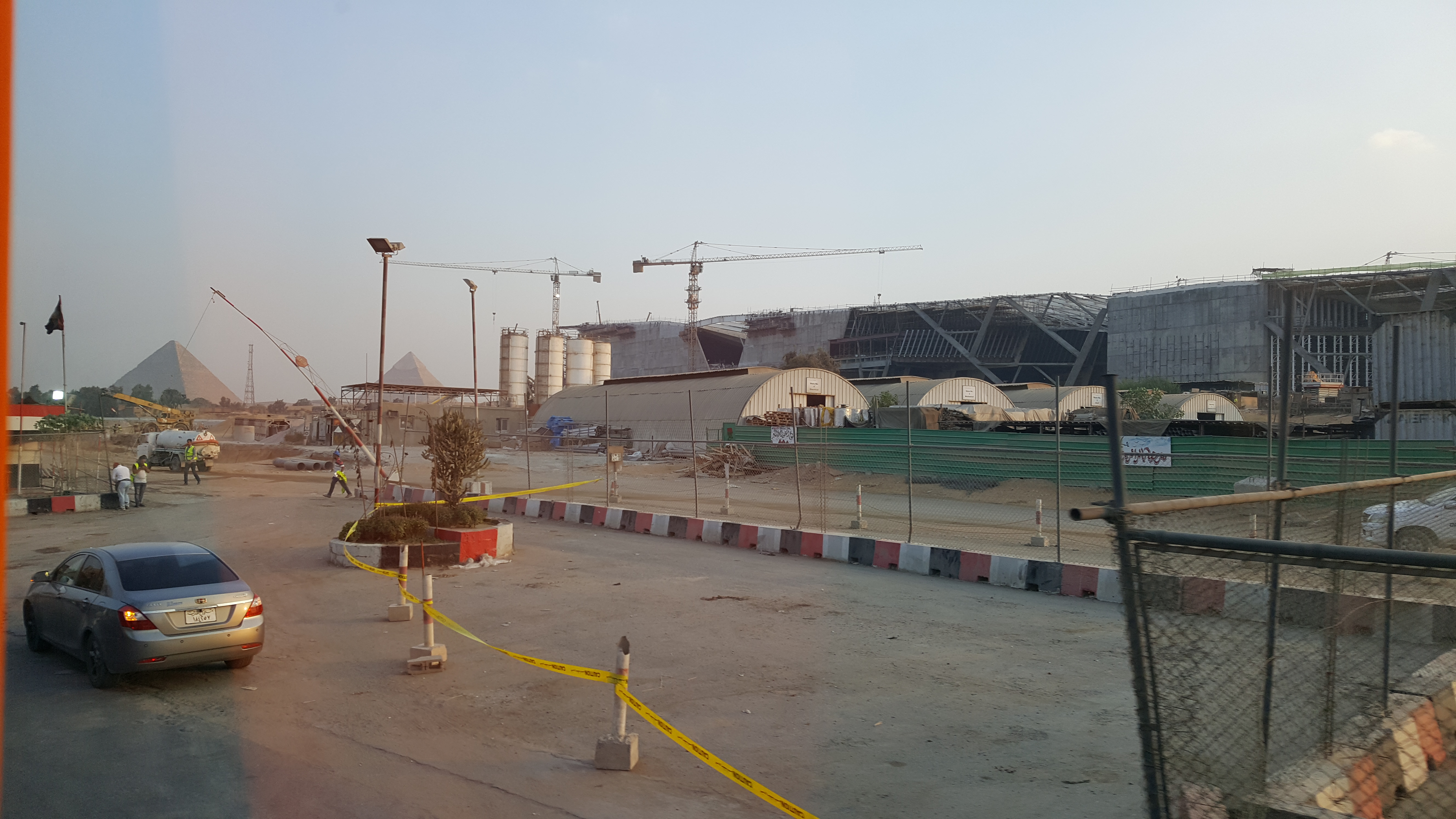